# Большой Нягов
Большой Ня́гов — река в России, протекает по Знаменскому району Омской области. Устье реки находится в 7 км по правому берегу реки Большой Аёв, в 2 км западнее деревни Пушкарёво. Длина реки составляет 47 км, площадь водосборного бассейна — 1040 км². На реке находятся населённые пункты Котовщиково, Чередово, Никольск. Приток — Малый Нягов.

## Данные водного реестра
По данным государственного водного реестра России относится к Иртышскому бассейновому округу, водохозяйственный участок реки — Оша, речной подбассейн реки — бассейны притоков Иртыша до впадения Ишима. Речной бассейн реки — Иртыш.